# Kernkraftwerk R. E. Ginna
Das Kernkraftwerk Robert Emmett Ginna, weitläufig bekannt als Ginna (Betonung: gun-NAY) liegt am Südufer des Ontariosees bei Ontario (Wayne County), im US-Bundesstaat New York, etwa 20 Meilen östlich von Rochester. Ginna ist eines der ältesten Kernkraftwerke in den USA, die immer noch am Netz sind. Es ging am 2. Dezember 1969 ans Netz und besteht aus einem einzelnen Druckwasserreaktor von Westinghouse, der denen in Point Beach, Kewaunee, und Prairie Island ähnelt.

## Der Reaktor
Es gibt eine Besonderheit bezüglich des Reaktorgebäudes: Zu den Seiten hin ist die Reaktorkuppel mit Wänden zugebaut, das Dach hingegen ist offen. Betrachtet man das Reaktorgebäude daher von den Seiten, wirkt es wie eine große, fensterlose Fabrikhalle, ähnlich wie die zahlreichen General-Electric-Siedewasserreaktoren, die allerdings gedeckte Reaktorgebäude aufweisen. Erst aus der Luft ist durch das offene Dach die Kuppel des Druckwasserreaktors erkennbar. Zugebaute Druckwasserreaktoren mit rechteckigen Reaktorgebäuden sind allgemein eine Ausnahmeerscheinung, eine Kuppel- oder Zylinderform ist die Regel. In den USA besitzen lediglich noch der Block 2 im Kernkraftwerk Millstone sowie die beiden Reaktorblöcke im Kernkraftwerk Point Beach dieses Design.
Das Kraftwerk wurde nach Robert Emmett Ginna (1902–1996), einem ehemaligen Vorstandsvorsitzenden des Energieversorgers Rochester Gas & Electric benannt, welcher einer der ersten Förderer von Atomkraft als Stromerzeugungsressource in den USA war. Als Hommage an seine irische Herkunft ließ Ginna das Kraftwerk grün streichen.
Eigentümer und Betreiber von Ginna ist Constellation Energy, nachdem das Unternehmen das Kraftwerk 2004 von Rochester Gas and Electric erworben hat, nachdem Constellation Energy im März 2012 aufgekauft wurde, ist dessen neues Mutterunternehmen, Exelon, durch seine Tochter neuer Eigentümer des Kraftwerks.

## Zwischenfälle
Ginna wurde am 25. Januar 1982 Schauplatz eines nuklearen Störfalls, nachdem ein Heizrohr eines Dampferzeugers gebrochen war und radioaktiver Dampf in die Umgebung freigesetzt wurde. Das Leck bestand 93 Minuten lang und führte zu einer Notkühlung, weil der Leck-Verlust an Primärkreis-Kühlwasser kompensiert werden musste. Der Bruch wurde durch einen Gegenstand verursacht, der während Wartungsarbeiten versehentlich im Dampferzeuger zurückgelassen wurde. Das war nicht das erste Mal, dass es in einem amerikanischen Kernreaktor zu einem Röhrenbruch gekommen war, jedoch hat die zeitliche Nähe zum Unfall im Kernkraftwerk Three Mile Island  beträchtliche Aufmerksamkeit auf den Vorfall im Kernkraftwerk Ginna gelenkt. Insgesamt wurden 485,3 Curie Edelgas und 1,15 Millicurie (entsprechend 42,5 Mio. Becquerel) Iod-131 freigesetzt, außerdem verlor der Reaktor 64 Hektoliter kontaminiertes Wasser.
Im Jahre 1996 wurden die beiden ursprünglichen Westinghouse-Dampferzeuger durch zwei neue von Babcock & Wilcox ersetzt, dabei wurde auch der Dampfgenerator ersetzt, der 1982 beschädigt und anschließend repariert wurde. Dieses Projekt ermöglichte einige Jahre später eine Leistungserhöhung des Reaktors und war ein Hauptfaktor bei der Genehmigung einer 20-jährigen Laufzeitverlängerung (ursprünglich bis 2009).

## Umliegende Bevölkerung
Die US-Atomaufsichtsbehörde setzt zwei Notfallzonen um Kernkraftwerke fest: Innerhalb eines 10-Meilen-Radius ist eine Sperrzone einzurichten, um den Kontakt der Bevölkerung mit der radioaktiven Wolke zu vermeiden. Innerhalb eines Radius von 50 Meilen sollen Beschränkungen in Bezug auf radioaktiv kontaminierte Lebensmittel und Wasser erlassen werden.
Im Jahr 2010 wohnten 66.847 Menschen in einem 10-Meilen-Radius um das Atomkraftwerk, 12,7 Prozent mehr als noch zehn Jahre zuvor. Innerhalb eines 50-Meilen-Radius wohnten im gleichen Jahr 1.269.589 Menschen und damit 2,1 Prozent mehr als 2000. In einem 50-Meilen-Radius um das Kraftwerk befinden sich Städte wie Rochester (17 Meilen zum Stadtzentrum). Die kanadische Bevölkerung ist in diesen Zahlen nicht mit eingerechnet.

## Erdbebenrisiko
Die US-Atomaufsichtsbehörde schätzt das jährliche Risiko eines schweren Erdbebens, das eine Beschädigung des Reaktorkerns zur Folge haben könnte, entsprechend einer Studie vom August 2010 auf 1 zu 76.923 ein.

## Betriebsbewilligung
In den USA wird die Betriebsbewilligung (engl. license) für ein Kernkraftwerk von der Nuclear Regulatory Commission (NRC) zunächst für einen Zeitraum von bis zu 40 Jahren erteilt. Der Zeitraum von 40 Jahren basierte ursprünglich auf dem Zeitraum für die Abschreibung von Anlagevermögen. Der Atomic Energy Act of 1954 erlaubt eine (auch mehrmalige) Verlängerung der Betriebserlaubnis um jeweils 20 Jahre.
Die ursprüngliche Betriebsbewilligung wurde dem damaligen Betreiber R.E. Ginna Nuclear Power Plant, LLC am 19. September 1969 durch die Nuclear Regulatory Commission (NRC) erteilt. Sie wurde am 19. Mai 2004 bis zum 18. September 2029 verlängert.

## Daten der Reaktorblöcke
Das Kernkraftwerk Ginna hat einen Kraftwerksblock:
| Reaktorblock | Reaktortyp         | Nettoleistung | Bruttoleistung | Baubeginn      | Netzsynchronisation | Kommerzieller Betrieb | Betriebs- bewilligung | Abschaltung |
| ------------ | ------------------ | ------------- | -------------- | -------------- | ------------------- | --------------------- | --------------------- | ----------- |
| Ginna        | Druckwasserreaktor | 560 MW        | 608 MW         | 25. April 1966 | 2. Dezember 1969    | 1. Juli 1970          | 18.09.2029            |             |